# Femmes et Famines
Albums de Claude Nougaro
Récréation
(1974) Olympia 1977
(1977)
Femmes et Famines est un album de Claude Nougaro sorti en 1975.

## Autour de l'album
```
Référence originale : Barclay 90025
```

La pochette du disque (recto, verso), est illustrée par un tableau — inspiré par Les Demoiselles d'Avignon de Pablo Picasso — créé par Raymond Moretti.
Le poème Perle brune est extrait du recueil Ange aux entrailles paru en 1964, de Jacques Audiberti.

## Titres
| 1.  | Île de Ré                               | Claude Nougaro                             | Claude Nougaro - Gérard Pontieux   | 4:50 |
| 2.  | Ma femme                                | Claude Nougaro                             | Claude Nougaro - Maurice Vander    | 2:57 |
| 3.  | Mademoiselle je n'en crois pas mes yeux | Claude Nougaro                             | Claude Nougaro - Tania Correa Reis | 2:46 |
| 4.  | Odette                                  | Claude Nougaro                             | Claude Nougaro - Maurice Vander    | 5:53 |
| 5.  | Lettre ouverte de Julos Beaucarne       | Julos Beaucarne                            |                                    | 2:08 |
| 6.  | Le Chant du désert                      | Claude Nougaro                             | Eddy Louiss - Maurice Vander       | 3:55 |
| 7.  | Brésilien (Viramundo)                   | Jose Capinan - adaptation : Claude Nougaro | Gilberto Gil                       | 2:15 |
| 8.  | Gloria                                  | Claude Nougaro                             | Don Byas                           | 4:33 |
| 9.  | Perle brune                             | Jacques Audiberti                          | Claude Nougaro - Maurice Vander    | 2:21 |
| 10. | Yapad Papa                              | Claude Nougaro                             | Marc Hemmeler                      | 2:18 |

## Musiciens
- Charles Bellonzi : batterie
- Ornette Coleman joue du saxophone sur le titre Gloria
- Baden Powell de Aquino joue de la guitare sur le titre Brésilien